# Lars Frölander
Lars Arne Frölander (* 26. Mai 1974 in Borlänge) ist ein ehemaliger schwedischer Schwimmer.
Frölander gewann bei seinem Olympiadebüt bei den Olympischen Spielen 1992 in Barcelona und bei den Spielen 1996 in Atlanta mit der schwedischen 4-mal-200-Meter-Freistilstaffel jeweils die Silbermedaille. Bei den Olympischen Spielen 2000 in Sydney erkämpfte er die Goldmedaille über 100 Meter Schmetterling, wofür er auch mit der Svenska-Dagbladet-Goldmedaille geehrt wurde. Bei den Weltmeisterschaften 2001 in Fukuoka gewann er die Goldmedaille über 100 Meter Schmetterling. Frölander nahm an sechs Olympischen Spielen teil und wurde 2024 in die International Swimming Hall of Fame aufgenommen.

## Sportliche Karriere

### Die erste Olympiateilnahme 1992 und der erste Weltmeistertitel auf der Kurzbahn 1993
1992 nahm Frölander im Alter von 18 Jahren an den Olympischen Spielen in Barcelona teil. Die schwedische 4-mal-200-Meter-Freistilstaffel mit Anders Holmertz, Tommy Werner, Lars Frölander und Christer Wallin erreichte das Ziel als Zweite mit dreieinhalb Sekunden Rückstand auf die Staffel aus der Gemeinschaft unabhängiger Staaten.
1993 bei den Europameisterschaften in Sheffield erkämpfte die schwedische 4-mal-100-Meter-Freistilstaffel mit Anders Holmertz, Lars Frölander, Tommy Werner und Fredrik Letzler die Silbermedaille hinter der russischen Staffel.
Ende des Jahres 1993 wurden die Kurzbahnweltmeisterschaften in Palma de Mallorca ausgetragen, die ersten Kurzbahnweltmeisterschaften überhaupt. Frölander belegte über 100 Meter Schmetterling den fünften Platz mit 0,09 Sekunden Rückstand auf den Drittplatzierten. Die 4-mal-200-Meter-Freistilstaffel mit Anders Holmertz, Lars Frölander, Tommy Werner und Christer Wallin gewann den Titel mit über zweieinhalb Sekunden Vorsprung vor dem deutschen Quartett.

### Der erste Weltmeistertitel auf der Langbahn 1994
Bei den Weltmeisterschaften 1994 in Rom siegte der Pole Rafał Szukała über 100 Meter Schmetterling mit 0,14 Sekunden Vorsprung vor Frölander, der seinerseits 0,03 Sekunden vor dem drittplatzierten Russen Denis Pankratow anschlug. Die schwedische 4-mal-200-Meter-Freistilstaffel mit Christer Wallin, Tommy Werner, Lars Frölander und Anders Holmertz gewann den Titel mit 0,39 Sekunden Vorsprung vor der russischen Staffel. Drei Tage später schlug die 4-mal-100-Meter-Freistilstaffel mit Tommy Werner, Fredrik Letzler, Lars Frölander und Anders Holmertz als Fünfte mit 0,42 Sekunden Rückstand auf die drittplatzierten Brasilianer an.
1995 bei den Europameisterschaften in Wien wurde Frölander Siebter über 100 Meter Schmetterling. Die 4-mal-200-Meter-Freistilstaffel mit Chris Eliasson, Lars Frölander, Anders Holmertz und Christer Wallin schlug als Zweite mit 1,73 Sekunden auf die deutsche Staffel an. In der 4-mal-100-Meter-Freistilstaffel wurden Anders Holmertz, Fredrik Letzler, Christer Wallin und Lars Frölander Dritte hinter den Russen und den Deutschen.

### Die zweite Olympiateilnahme 1996 und Europameistertitel 1997
Bei den Olympischen Spielen 1996 in Atlanta nahm Frölander an vier Wettbewerben teil. Die 4-mal-200-Meter-Freistilstaffel mit Christer Wallin, Anders Holmertz, Lars Frölander und Anders Lyrbring gewann die Silbermedaille mit fast drei Sekunden Rückstand auf das Quartett aus den Vereinigten Staaten und 0,15 Sekunden Vorsprung vor den drittplatzierten Deutschen. Über 100 Meter Freistil schwamm Frölander in 49,91 Sekunden die neuntschnellste Vorlaufzeit und verpasste das A-Finale um 0,13 Sekunden. Auf die Teilnahme am B-Finale verzichtete er. Die schwedische 4-mal-100-Meter-Freistilstaffel erreichte mit Fredrik Letzler, Lars Frölander, Christer Wallin und Johan Wallberg und der sechstbesten Vorlaufzeit das Finale. Im Endlauf waren Frölander, Letzler, Anders Holmertz und Wallin eine halbe Sekunde schneller als die Vorlaufstaffel und belegten den siebten Platz. Über 100 Meter Schmetterling schwamm Frölander die 19. Vorlaufzeit und verfehlte das B-Finale um 0,32 Sekunden.
Im April 1997 bei den Kurzbahnweltmeisterschaften in Göteborg siegte Frölander zum Auftakt über 100 Meter Schmetterling mit 0,04 Sekunden Vorsprung vor dem Australier Geoff Huegill und 0,07 Sekunden Vorsprung vor dem zweiten Australier Michael Klim. Die schwedische 4-mal-100-Meter-Lagenstaffel mit Daniel Lönnberg, Patrik Isaksson, Lars Frölander und Anders Holmertz belegte den fünften Platz. Die schwedische 4-mal-200-Meter-Freistilstaffel mit Letzler, Frölander, Holmertz und Lyrbring gewann die Silbermedaille mit fast drei Sekunden Rückstand auf die Australier und zwei Zehntelsekunden Vorsprung vor dem britischen Quartett. Über 100 Meter Freistil schlug Frölander als Vierter 0,03 Sekunden hinter dem drittplatzierten Michael Klim an. Schließlich siegte die deutsche 4-mal-100-Meter-Freistilstaffel mit 0,14 Sekunden vor Frölander, Ola Fagerstrand, Holmertz und Letzler.
Im August 1997 bei den Europameisterschaften in Sevilla trat Frölander zunächst über 200 Meter Freistil an und wurde Fünfter mit 0,05 Sekunden Rückstand auf den Dritten. Über 100 Meter Schmetterling gewann Frölander mit 0,42 Sekunden Vorsprung vor dem Ukrainer Denys Sylantjew, 0,01 Sekunden dahinter wurde der Franzose Franck Esposito Dritter. Über 100 Meter Freistil siegte der Russe Alexander Popow mit 0,42 Sekunden Vorsprung vor Frölander, der seinerseits 0,33 Sekunden vor dem Drittplatzierten anschlug. Mit der 4-mal-100-Meter-Freistilstaffel erreichte Frölander den fünften Rang.

### Die Weltmeisterschaften 1998 und Gold bei den Kurzbahn-EM
Anfang 1998 bei den Weltmeisterschaften in Perth gewann Alexander Popow das Rennen über 100 Meter Freistil vor Michael Klim und Frölander, der die Bronzemedaille mit 0,06 Sekunden Vorsprung vor dem Niederländer Pieter van den Hoogenband erkämpfte. Über 100 Meter Schmetterling siegte Klim mit einer halben Sekunde Vorsprung vor Frölander, Huegill wurde 0,11 Sekunden hinter Frölander Dritter. Die schwedischen Staffeln erreichten kein Finale.
Im Dezember 1998 bei den Kurzbahneuropameisterschaften in Sheffield siegte Frölander über 100 Meter Freistil vor Pieter van den Hoogenband und dem zweiten Niederländer Mark Veens. Über 50 Meter Schmetterling siegte der Kroate Miloš Milošević vor dem Briten Mark Foster und Frölander. Über 100 Meter Schmetterling siegte der Brite James Hickman mit 0,07 Sekunden Vorsprung vor Frölander. Zum Abschluss der Wettbewerbe gab es zwei siegreiche Mannschaften in der 4-mal-50-Meter-Lagenstaffel. Daniel Carlsson, Patrik Isaksson, Jonas Akesson und Lars Frölander schlugen zeitgleich mit dem deutschen Quartett an, beide Staffeln erhielten Gold.

### Drei Meisterschaften 1999, jeweils mit Gold für Frölander
Im April 1999 bei den Kurzbahnweltmeisterschaften in Hongkong siegte die australische 4-mal-100-Meter-Freistilstaffel vor den Niederländern und der schwedischen Mannschaft mit Daniel Carlsson, Mattias Ohlin, Lars Frölander und Dan Lindström. Über 100 Meter Schmetterling gewann Frölander Gold vor Klim und Hickman. Ebenfalls Gold erschwamm Frölander über 100 Meter Freistil vor Michael Klim und dem Polen Bartosz Kizierowski. In der 4-mal-100-Meter-Lagenstaffel gewannen die Australier mit 0,44 Sekunden Vorsprung vor Ohlin, Isaksson, Carlsson und Frölander.
Im Juli begannen die Europameisterschaften in Istanbul. Die 4-mal-100-Meter-Freistilstaffel mit Stefan Nystrand, Mattias Ohlin, Lars Frölander und Anders Lyrbring schlug als Fünfte an. Über 50 Meter Schmetterling siegte Pieter van den Hoogenband vor Miloš Milošević, 0,22 Sekunden hinter dem Kroaten erkämpften Mark Foster und Lars Frölander zeitgleich eine Bronzemedaille. Über 100 Meter Freistil gewann van den Hoogenband vor Alexander Popov und Lars Frölander. Über 100 Meter Schmetterling schlug Frölander als Erster an mit 0,36 Sekunden Vorsprung vor James Hickman. In der 4-mal-100-Meter-Lagenstaffel gab es wie über 50 Meter Schmetterling zwei Dritte. Hinter den Niederländern und den Deutschen schlug das russische Quartett zeitgleich mit dem schwedischen Team mit Ohlin, Isaksson, Carlsson und Frölander an.
Im Dezember bei den Kurzbahneuropameisterschaften in Lissabon siegte Pieter van den Hoogenband über 100 Meter Freistil vor Frölander. Über 50 Meter Schmetterling schlugen Miloš Milošević und Lars Frölander zeitgleich an und gewannen beide Gold. Jeweils vor dem deutschen Quartett siegte die schwedische 4-mal-50-Meter-Freistilstaffel mit Claes Andersson, Lars Frölander, Stefan Nystrand und Daniel Carlsson sowie die 4-mal-50-Meter-Lagenstaffel mit Daniel Carlsson, Patrik Isaksson, Lars Frölander und Stefan Nystrand.

### 2000: Die dritte Olympiateilnahme mit dem Olympiasieg
Im März 2000 bei den Kurzbahnweltmeisterschaften in Athen erschwamm Frölander drei Goldmedaillen. Die 4-mal-100-Meter-Freistilstaffel in der Besetzung Johan Nyström, Lars Frölander, Mattias Ohlin und Stefan Nystrand hatte fast anderthalb Sekunden Vorsprung vor dem Quartett aus den Vereinigten Staaten. Über 100 Meter Schmetterling siegte Frölander mit über einer Sekunde Vorsprung vor James Hickman auf dem zweiten Platz. Über 100 Meter Freistil gab es einen schwedischen Doppelsieg, wobei Frölander auch hier fast eine Sekunde Vorsprung vor Stefan Nystrand herausschwamm.
Im Juli bei den Europameisterschaften in Helsinki gewann der Finne Jere Hård über 50 Meter Schmetterling mit 0,08 Sekunden Vorsprung vor Frölander. Über 100 Meter Freistil erkämpfte Frölander Bronze hinter Popow und van den Hoogenband. Über 100 Meter Schmetterling hatte Frölander über eine Sekunde Vorsprung vor dem zweitplatzierten Deutschen Thomas Rupprath. Schließlich gewann die schwedische Lagenstaffel mit Mattias Ohlin, Martin Gustavsson, Lars Frölander und Stefan Nystrand Silber hinter den Russen.
Sportlicher Höhepunkt des Jahres waren im September die Olympischen Spiele in Sydney. Stefan Nystrand, Lars Frölander, Mattias Ohlin und Johan Nyström belegten den sechsten Platz in der 4-mal-100-Meter-Freistilstaffel. Über 100 Meter Freistil erreichte Frölander im Gegensatz zu 1996 das A-Finale. Nach 49,22 Sekunden schlug er als Sechster an, im Halbfinale hatte er 48,93 Sekunden benötigt. Über 100 Meter Schmetterling schlug Frölander nach 52,00 Sekunden an und siegte vor den Australiern Klim und Huegill.
Ende 2000 gewann Frölander noch zwei Medaillen bei den Kurzbahneuropameisterschaften in Valencia. Über 100 Meter Schmetterling siegte Thomas Rupprath, Frölander erkämpfte Silber mit 0,45 Sekunden Rückstand. Die schwedische 4-mal-50-Meter-Freistilstaffel mit Joakim Dahl, Stefan Nystrand, Lars Frölander und Claes Andersson schlug 0,29 Sekunden vor dem deutschen Quartett an.

### 2001 mit WM-Gold
Die Weltmeisterschaften 2001 in Fukuoka fanden im Juli statt. Zum Auftakt belegte die 4-mal-100-Meter-Freistilstaffel mit Mattias Ohlin, Lars Frölander, Stefan Nystrand und Eric la Fleur den vierten Platz, 0,48 Sekunden hinter dem deutschen Quartett auf dem Bronzerang. Über 100 Meter Schmetterling schwamm Frölander in Halbfinale und im Finale die schnellste Zeit. Im Finale gewann er mit 0,15 Sekunden Vorsprung vor Ian Crocker aus den Vereinigten Staaten, Geoff Huegill erkämpfte 0,11 Sekunden dahinter Bronze. Über 100 Meter Freistil siegte Anthony Ervin aus den Vereinigten Staaten vor Pieter van den Hoogenband. Frölander wurde in 48,79 Sekunden Dritter mit 0,02 Sekunden Vorsprung vor dem Australier Ian Thorpe. Schließlich trat Frölander auch über die erstmals ausgetragenen 50 Meter Schmetterling an. Hier siegte Huegill vor Frölander und dem Briten Mark Foster.
Ende des Jahres bei den Kurzbahneuropameisterschaften in Antwerpen erschwamm die 4-mal-50-Meter-Lagenstaffel mit Jens Pettersson, Patrik Isaksson, Lars Frölander und Stefan Nystrand die Bronzemedaille hinter den Deutschen und den Briten. Über 100 Meter Schmetterling gewann Thomas Rupprath vor Frölander. Über 50 Meter Schmetterling siegte Frölander mit 0,04 Sekunden Vorsprung vor Mark Foster. Schließlich erkämpften Erik Dorch, Stefan Nystrand, Lars Frölander und Jonas Tilly noch Bronze in der 4-mal-50-Meter-Freistilstaffel, hieran war im Vorlauf auch Per Nylin beteiligt.

### 2002 und 2003 ohne Goldmedaille
Bei den Kurzbahnweltmeisterschaften 2002 in Moskau siegte die 4-mal-100-Meter-Freistilstaffel aus den Vereinigten Staaten vor Eric la Fleur, Stefan Nystrand, Lars Frölander und Mattias Ohlin. Über 100 Meter Schmetterling wurde Frölander genauso Fünfter wie mit der 4-mal-100-Meter-Lagenstaffel.
Im Sommer bei den Europameisterschaften in Berlin erschwamm die 4-mal-100-Meter-Freistilstaffel mit Erik la Fleur, Stefan Nystrand, Lars Frölander und Mattias Ohlin Silber mit 0,08 Sekunden Rückstand auf das deutsche Quartett. Tags darauf wurde Frölander über 50 Meter Schmetterling Dritter hinter dem Finnen Jere Hard und dem Deutschen Thomas Rupprath. Über 100 Meter Freistil und 100 Meter Schmetterling schlug er jeweils als Fünfter an.
Bei den Weltmeisterschaften 2003 in Barcelona erreichte Frölander erstmals kein Finale, die beste Platzierung war die neunte Vorlaufzeit für die 4-mal-100-Meter-Freistilstaffel.

### Die vierte Olympiateilnahme 2004 und die Jahre danach
2004 war Lars Frölander bei der Eröffnungsfeier der Olympischen Spiele on Athen Fahnenträger seiner Mannschaft. In seinem einzigen Wettbewerb, dem Vorlauf der 4-mal-100-Meter-Freistilstaffeln, wurde das schwedische Quartett nach einem Wechselfehler disqualifiziert.
2005 bei den Weltmeisterschaften in Montreal belegte die 4-mal-100-Meter-Freistilstaffel mit Petter Stymne, Lars Frölander, Stefan Nystrand und Jonas Persson den fünften Platz mit 0,39 Sekunden Rückstand auf die drittplatzierten Australier.
Im Dezember 2005 bei den Kurzbahneuropameisterschaften in Triest belegte Frölander den fünften Platz mit der 4-mal-50-Meter-Lagenstaffel und den vierten Platz mit der 4-mal-50-Meter-Freistilstaffel. Über 50 Meter Schmetterling gewann er die Goldmedaille mit 0,04 Sekunden Vorsprung vor Mark Foster.
Im April 2006 bei den Kurzbahnweltmeisterschaften in Shanghai siegte die italienische 4-mal-100-Meter-Freistilstaffel mit fast einer Sekunde Vorsprung vor Marcus Piehl, Lars Frölander, Jonas Tilly und Stefan Nystrand, die den zweiten Platz vor der US-Staffel erreichten.
Bei den Europameisterschaften 2006 in Budapest belegte die 4-mal-100-Meter-Freistilstaffel mit Stefan Nystrand, Christoffer Wikström, Jonas Persson und Lars Frölander den vierten Platz mit 0,48 Sekunden Rückstand auf die drittplatzierten Franzosen. Die Lagenstaffel wurde im Finale disqualifiziert.
2007 bei den Weltmeisterschaften in Melbourne wurde Frölander Siebter über 50 Meter Schmetterling und schied über 100 Meter Schmetterling im Halbfinale aus. Die 4-mal-100-Meter-Freistilstaffel mit Christoffer Wikström, Lars Frölander, Stefan Nystrand und Petter Stymne erreichte den sechsten Platz.

### Die fünfte Olympiateilnahme 2008
Im März 2008 bei den Europameisterschaften in Eindhoven gewann die russische 4-mal-100-Meter-Freistilstaffel vor dem kroatischen Quartett. Simon Olov Sjödin, Jonas Andersson, Lars Frölander und Stefan Nystrand erkämpften die Bronzemedaille knapp vor den Niederländern.
Zwei Wochen später erschwammen Petter Stymne, Stefan Nystrand, Lars Frölander und Marcus Piehl die Bronzemedaille hinter den 4-mal-100-Meter-Staffeln aus den Vereinigten Staaten und den Niederlanden bei den Kurzbahnweltmeisterschaften in Manchester.
Bei den Olympischen Spielen 2008 in Peking belegte die 4-mal-100-Meter-Freistilstaffel mit Petter Stymne, Lars Frölander, Stefan Nystrand und Jonas Persson den fünften Platz mit zwei Sekunden Rückstand auf die Drittplatzierten. Mit der Lagenstaffel und über 100 Meter Schmetterling schied Frölander vorzeitig aus.

### 2010 mit einer Europameisterschaftsmedaille  und die sechste Olympiateilnahme 2012
Bei den Europameisterschaften 2010 in Budapest gewann die 4-mal-100-Meter-Freistilstaffel mit Stefan Nystrand, Lars Frölander, Robin Andreasson und Jonas Persson die Bronzemedaille hinter den Russen und den Franzosen. Über 100 Meter Schmetterling schlug Frölander als Vierter mit 0,08 Sekunden Rückstand auf den drittplatzierten Polen Konrad Czerniak an.
2011 und 2012 gelangen Frölander noch einige Endkampfteilnahmen, hauptsächlich mit der Freistilstaffel. Nachdem er im Juni 2012 noch einmal schwedischer Meister über 50 und 100 Meter Schmetterling geworden war, trat er bei den Olympischen Spielen in London noch einmal über 100 Meter Schmetterling an. Frölander schied mit der 20. Vorlaufzeit aus.

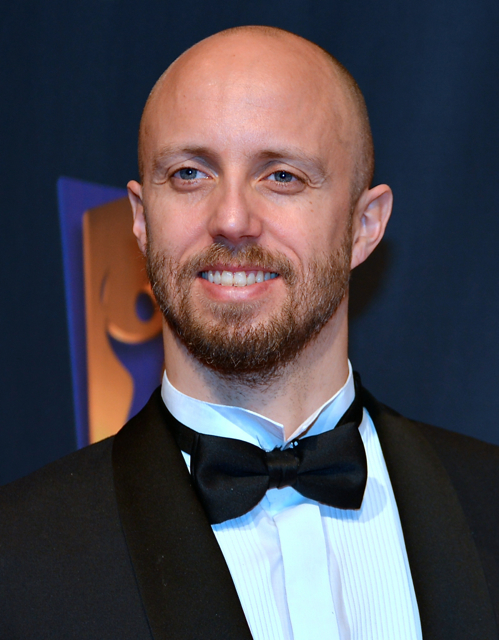
Lars Frölander bei einer Gala Anfang 2014

## Ehrungen
Frölander war 1998 Schwimmer des Jahres in der NCAA. 2013 wurde er in die Hall of Fame der Southern Methodist University aufgenommen.
2024 wurde Lars Frölander in die International Swimming Hall of Fame (ISHOF) aufgenommen.